# Euonthophagus consanguineus
Euonthophagus consanguineus är en skalbaggsart som beskrevs av Müller 1944. Euonthophagus consanguineus ingår i släktet Euonthophagus och familjen bladhorningar. Inga underarter finns listade i Catalogue of Life.